# Ivanka Jamnik
Ivanka Jamnik, slovenska gledališka igralka, * 11. december 1847, Ljubljana, † 9. december 1884, Ljubljana.
Ivanka Jamnik, ki je bila po poklicu rokavičarka, se je takoj po ustanovitvi Dramatičnega društva uvrstila med prve slovenske gledališke igralke, ki so pomagale ustvarjati slovensko poklicno gledališče. Kot zelo vestna in uporabna igralka je od leta 1867 do 1874 nastopila na ljubljanskem slovenskem odru v mnogih burkah in ganljivkah takratnega sporeda, pa tudi v glavnih vlogah resnejšega sporeda. Po poroki 1874 se je umaknila iz gledališča.